# Campeonato Amazonense Segunda Divisão 2018
In 2018 werd het 23ste Campeonato Amazonense Segunda Divisão gespeeld voor voetbalclubs uit Braziliaanse staat Amazonas. De competitie werd georganiseerd door de FAF en werd gespeeld van 29 september tot 17 oktober. Iranduba werd kampioen.

## Eerste fase
| Plaats | Club        | Wed. | W | G | V | Saldo | Ptn. |
| ------ | ----------- | ---- | - | - | - | ----- | ---- |
| 1.     | Iranduba    | 4    | 3 | 1 | 0 | 12:5  | 10   |
| 2.     | Sul América | 4    | 3 | 0 | 1 | 8:3   | 9    |
| 3.     | Tarumã      | 4    | 2 | 0 | 2 | 10:11 | 6    |
| 4.     | Holanda     | 4    | 0 | 2 | 2 | 4:6   | 2    |
| 5.     | Clíper      | 4    | 0 | 1 | 3 | 4:13  | 1    |

|  | Geplaatst voor finale |

## Finale
|                  |             |               |          |                        |
| 19 oktober 18:00 | Sul América | 0 – 1         | Iranduba | Arena Amazônia, Manaus |
| 19 oktober 18:00 |             | 45+1' Juninho |          | Arena Amazônia, Manaus |

### Kampioen
| Campeonato Amazonense de Segunda Divisão de 2018 |
| Amazonas                                         |
| ------------------------------------------------ |
| Iranduba Kampioen (1° titel)                     |